# Piotrowice (Nidzica)
Piotrowice (deutsch Piotrowitz, 1932 bis 1945 Alt Petersdorf) ist ein kleines Dorf in der polnischen Woiwodschaft Ermland-Masuren. Es gehört zur Gmina Nidzica (Stadt- und Landgemeinde Neidenburg) im Powiat Nidzicki (Kreis Neidenburg).

## Geographische Lage
Piotrowice liegt in der südwestlichen Mitte der Woiwodschaft Ermland-Masuren, sechs Kilometer östlich der Kreisstadt Nidzica (deutsch Neidenburg). Bis 1945 verlief 400 Meter östlich des Dorfes die Staatsgrenze zu Polen, die heute von der Gemeindegrenze der Gmina Nidzica zur Gmina Janowiec Kościelny mit dem Nachbarort Górowo-Trząski markiert wird.

## Geschichte
Petrowitz wurde 1437 erstmals erwähnt. Zwischen 1874 und 1945 war Piotrowitz in den Amtsbezirk Bartoschken (polnisch Bartoszki) eingegliedert, der – 1938 in „Amtsbezirk Bartzdorf (Ostpr.)“ umbenannt – zum ostpreußischen Kreis Neidenburg gehörte. Im Jahre 1910 zählte Piotrowitz 88 Einwohner.
Aufgrund der Bestimmungen des Versailler Vertrags stimmte die Bevölkerung in den Volksabstimmungen in Ost- und Westpreußen am 11. Juli 1920 über die weitere staatliche Zugehörigkeit zu Ostpreußen (und damit zu Deutschland) oder den Anschluss an Polen ab. In Piotrowitz stimmten 29 Einwohner für den Verbleib bei Ostpreußen, auf Polen entfielen acht Stimmen.
Am 5. September 1932 wurde Piotrowitz in „Alt Petersdorf“ umbenannt. 1933 waren hier 110 Einwohner registriert, 1939 waren es noch 100.
In Kriegsfolge wurde Alt Petersdorf 1945 innerhalb des gesamten südlichen Ostpreußen an Polen überstellt. Das Dorf erhielt die polnische Namensform „Piotrowice“ und ist heute mit dem Sitz eines Schulzenamts (polnisch Sołectwo) eine Ortschaft im Verbund der Gmina Nidzica (Stadt- und Landgemeinde Neidenburg) im Powiat Nidzicki (Kreis Neidenburg), bis 1998 der Woiwodschaft Olsztyn, seither der Woiwodschaft Ermland-Masuren zugehörig. Im Jahre 2011 zählte Piotrowice 85 Einwohner.

## Kirche
Bis 1945 war Piotrowitz/Alt Petersdorf in die evangelische Pfarrkirche Neidenburg in der Kirchenprovinz Ostpreußen der Kirche der Altpreußischen Union, außerdem in die Römisch-katholische Pfarrkirche Neidenburg im damaligen Bistum Ermland eingegliedert. Heute gehört Piotrowice katholischerseits zur Filialkirche Grzegórzki (Gregersdorf) der Pfarrei Napiwoda (Grünfließ) im jetzigen Erzbistum Ermland, evangelischerseits zur Heilig-Kreuz-Kirche Nidzica in der Diözese Masuren der Evangelisch-Augsburgischen Kirche in Polen.

## Verkehr
Piotrowice liegt südlich der Woiwodschaftsstraße 604 und ist von dort im Abzweig Grzegórzki über eine Nebenstraße ereeihbar, die über Magdaleniec (Magdalenz) bis nach Zagrzewo (Sagsau) führt. Eine Anbindung an den Bahnverkehr besteht nicht.